# Petz von Lichtenhof

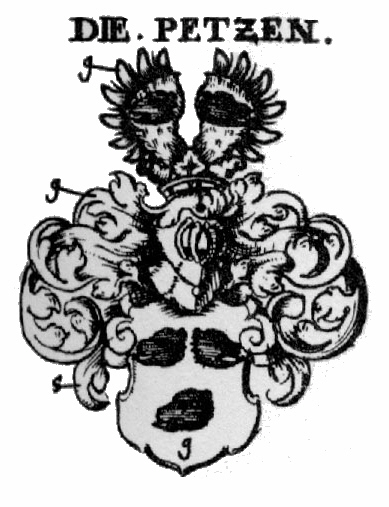
Wappen der Petz

Die Petz von Lichtenhof waren eine der „gerichtsfähigen Familien“, die den sogenannten Zweiten Stand der Freien Reichsstadt Nürnberg bildeten. Erstmals urkundlich erwähnt sind sie im Jahr 1450. Erst ab 1730 gerichtsfähig, schafften sie es nicht mehr, in das Nürnberger Patriziat kooptiert zu werden.

## Geschichte
Wie viele der Nürnberger Fernhändlerfamilien, darunter auch spätere Patrizierfamilien wie die Imhoff, Oelhafen, Paumgartner und Scheurl, stammten die Petz aus der Gegend um Lauingen. Als erster Vertreter des Geschlechts wurde Michael Petz 1450 in Nürnberg ansässig. Seine Nachfahren engagierten sich später als Fernhändler und kamen vor allem durch den Textilhandel zu Reichtum.
Als Geschlecht der „Erbarkeit“ konnten sie Ämter besetzen, die sonst nur durch „Ratsfähigkeit“ zu erlangen waren, konnten jedoch nicht in den regierenden Inneren Rat der Reichsstadt Nürnberg gewählt werden. Der Begriff „erbar“ bezeichnete ursprünglich sowohl die ratsfähigen, dem Patriziat zuzurechnenden Geschlechter, als auch den Kreis von Familien, aus denen das Patriziat bis ins 18. Jahrhundert neue Familien aufnahm und mit denen die Patrizier durch Heirat verbunden waren. Durch die Folgen des Handwerkeraufstands der Jahre 1348/49 wurde der Innere Rat 1370 um 16 Mitglieder erweitert. Als Zugeständnis an die Handwerker – die zahlenmäßig stärkste Bevölkerungsgruppe – ließ man neben Vertretern aus dem Patriziat auch je einen Vertreter der acht angesehensten Gewerbe neu zum Rat zu. Oft wurden Großkaufleute als Vertreter der Handwerke gesandt. Die Petz vertraten die Tuchmacher.
Pius Petz erwarb 1582 über seine Frau Marie Schönborn den heute nach der Familie benannten Herrensitz Petzenschloss in Lichtenhof,  Wirthstraße 74–76. Die Familie übte die Patrimonialgerichtsbarkeit aus; seitdem nennt sie sich Petz von Lichtenhof. Der Herrensitz war 1632, während des Dreißigjährigen Krieges, Hauptquartier des Schwedenkönigs Gustav Adolf. 
Von den Scheurl erbten sie 1876 das Schloss und Gut in Schwarzenbruck. 1730 wurden die Petz gerichtsfähig und 1813 dem einfachen bayerischen Adel immatrikuliert.

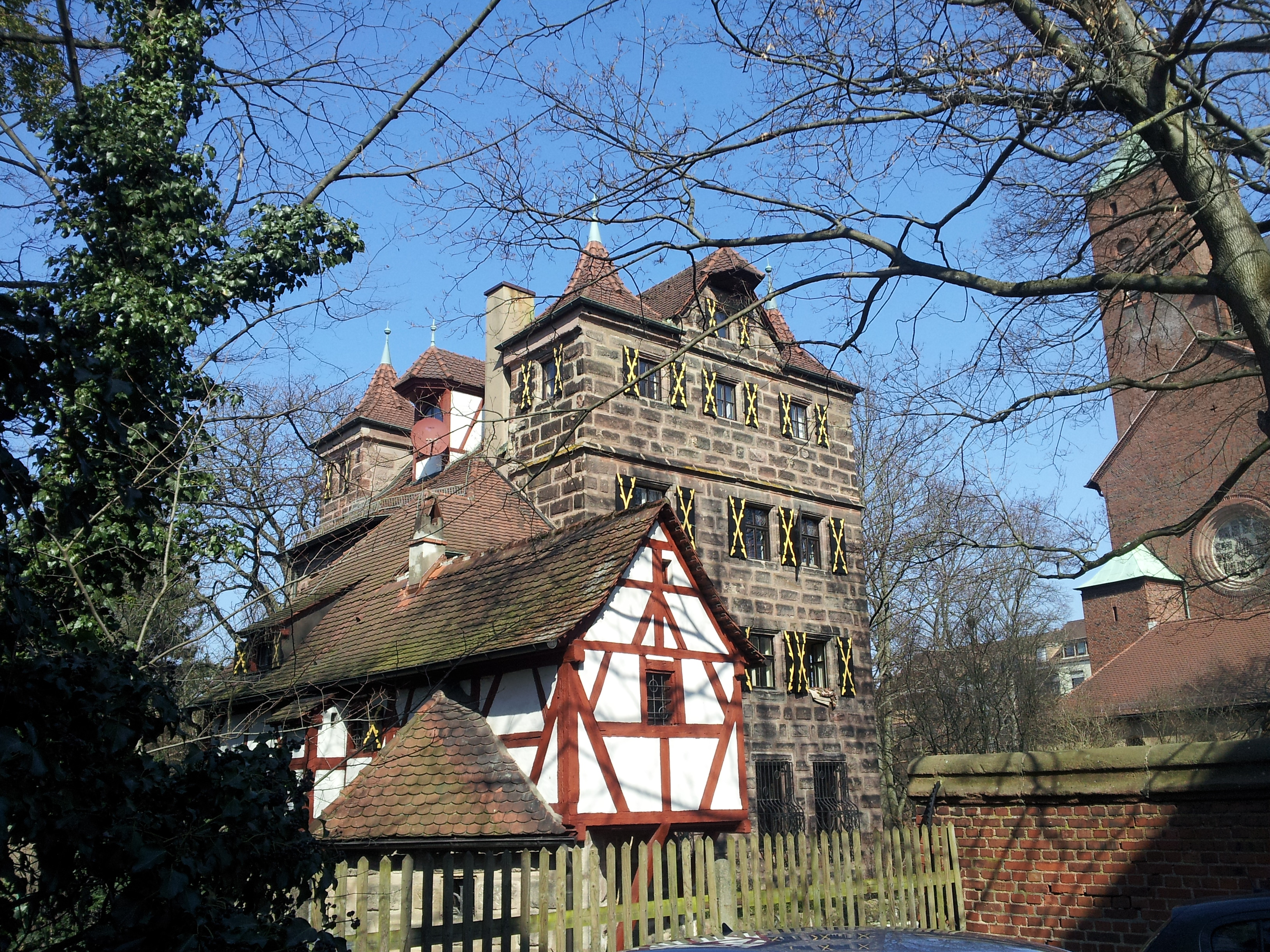
Petzenschloss in Lichtenhof

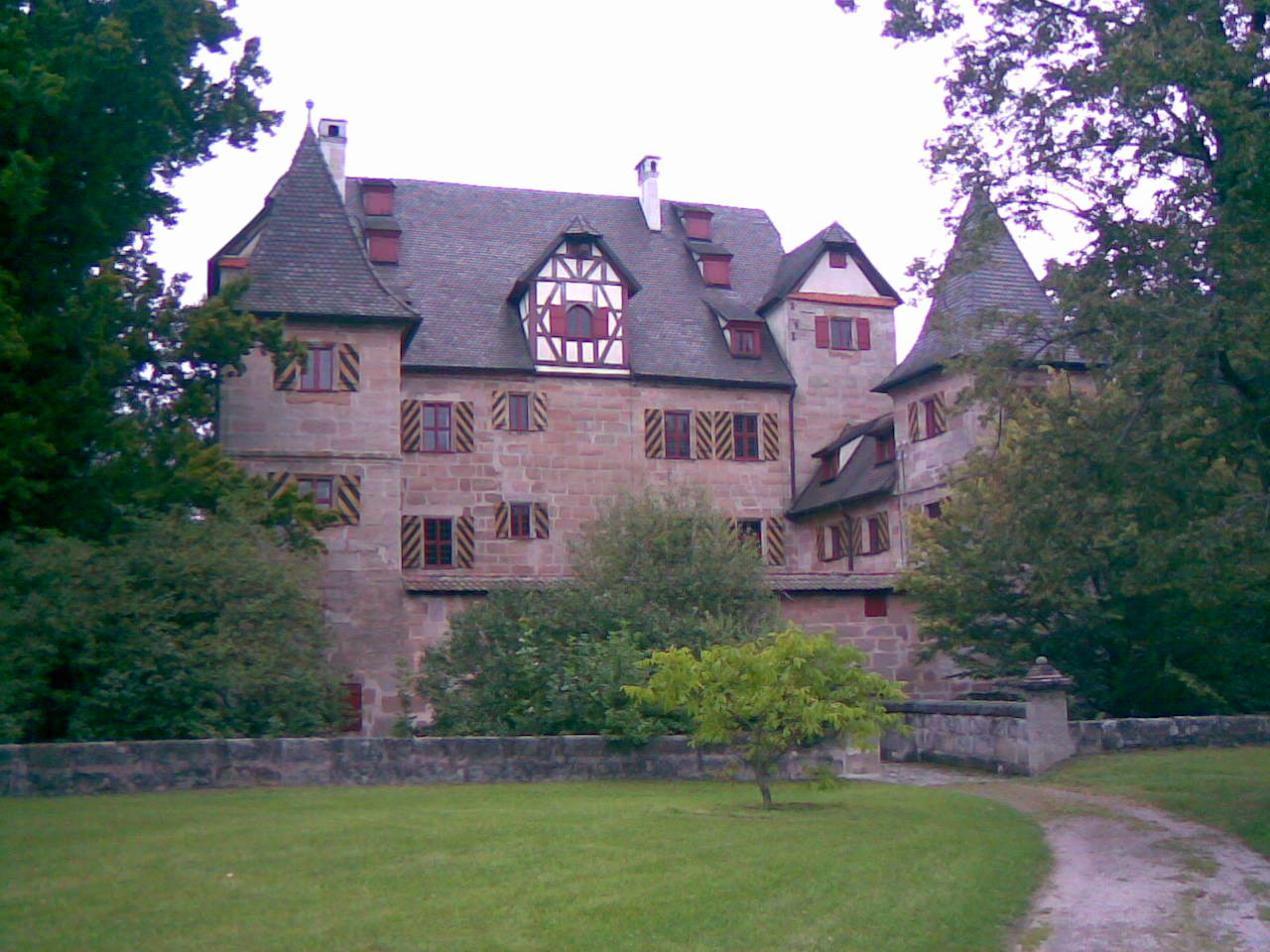
Petzenschloss in Schwarzenbruck

## Besitzungen (Auszug)
- Seit 1583 das Petzsche Schloss (Petzenschloss) im namensgebenden Lichtenhof
- Seit 1876 das Petzsche Schloss (Petzenschloss) in Schwarzenbruck

## Ehemalige Besitzungen (Auszug)
- 1735–1802 die Unterbürg in Laufamholz

## Familienmitglieder
- Hermann Hieronymus Petz von Lichtenhof (?–1797), Generalfeldwachtmeister
- Georg Christoph Wilhelm von Petz, Gründer der Petz'schen Familienstiftung
- Dr. Wilhelm von Petz, Gründer des Petzhauses (Seniorenheim) in Schwarzenbruck

## Wappen
In Gold drei schwarze, rot bezungte, oben nach außen, unten nach rechts sehende Bärenköpfe